# Zwei Engel mit vier Fäusten
Zwei Engel mit vier Fäusten (Originaltitel: Noi siamo angeli) ist eine deutsch-italienisch-französische Action-Serie mit dem Italostar Bud Spencer und dem Miami-Vice-Star Philip Michael Thomas aus dem Jahr 1996. Sie wurde wie bereits Zwei Supertypen in Miami von Bud Spencers Sohn Giuseppe Pedersoli produziert.

## Inhalt
Die Serie handelt vom gutmütigen Bob Russel, der durch einen Verrat ins Gefängnis gesteckt wird, und dem Mitgefangenen Joe Thomas. Bob und Joe versuchen den unmenschlichen Bedingungen unter dem brutalen Captain Delgado zu entkommen. So planen die beiden ihre Flucht. Nach dem erfolgreichen Ausbruch, bleibt den beiden nichts anderes übrig, als sich als die Mönche auszugeben, denen sie auf ihrer Flucht begegnet waren. So schlüpfen sie in die Rollen von Padre Orso und Padre Zack und gelangen so zur Mission San Rolando. Dort werden die falschen Mönche sehr freundlich aufgenommen. Kurzerhand beschließen die beiden falsche Mönche zu bleiben. Doch das Leben in der Mission ist anstrengender als gedacht. So müssen sie in den sechs Folgen einerseits ihre Tarnung schützen und andererseits noch das verträumte Dorf San Rolando vor Gangstern und anderen Gefahren beschützen.

## Synchronisation
Die deutsche Fassung entstand 1997. In allen 6 Folgen gibt es zusammen mindestens 92 Sprechrollen. Bud Spencer wurde von seinem Stammsprecher Wolfgang Hess synchronisiert. Für Philip Michael Thomas sprach, wie schon in Miami Vice, Lutz Mackensy.

## Folgen

### Schwere Jungs
- OT: Due facce da galera
- FSK: 12
- Länge: ca. 87 min
- unter anderem mit Kabir Bedi, David Hess, Michael Berryman, Edward White, Vica Andrade

### Auf und davon
- OT: Finalmente si vola
- FSK: 12
- Länge: ca. 85 min
- unter anderem mit Kabir Bedi, Max Herbrechter, Mark Macaulay

### Das Geheimnis der fünf Kirchen
- OT: In cerca dell’Eldorado
- FSK: 12
- Länge: ca. 93 min
- unter anderem mit Erik Estrada, Antonio Marsina, Nikki Bedi, Philippe Leroy

### Alles Gute kommt von oben
- OT: Noi siamo angeli: La fortuna piove dal cielo
- FSK: 12
- Länge: ca. 88 min
- unter anderem mit Kabir Bedi, David Hess, Max Herbrechter, Andrew Taft, Roberto Lizano

### Falsche Dollars
- OT: Dollari
- FSK: 12
- Länge: ca. 86 min
- unter anderem mit Kabir Bedi, Carlo Reali, Norman „Max“ Maxwell

### Die Abrechnung
- OT: Polvere
- FSK: 16
- Länge: ca. 94 min
- unter anderem mit Richard Lynch, Anna Iztaru, Ty Hardin, Giuseppe Pedersoli

## Das Duo Spencer/Thomas
Bud Spencer hat bereits im Zeitraum von 1990 bis 1991 sechs Folgen der Supertypen-Reihe mit dem Miami-Vice-Star Philip Michael Thomas gedreht. In der zweiten Staffel wurde er dann von Michael Winslow (bekannt aus der Police-Academy-Reihe) abgelöst. 1996 trafen Spencer und Thomas wieder zusammen und drehten dann mit großem Erfolg die sechsteilige Miniserie Zwei Engel mit vier Fäusten. Genau wie Zwei Supertypen in Miami brachte die Serie hohe Einschaltquoten in Italien wie in Deutschland.

## DVD
Am 2. Juni 2009 erschien die komplette Serie auf DVD. Alle sechs Folgen der Miniserie erschienen bei der Firma Digi Planet. Die DVDs haben keine Extras und keinen Untertitel.